# Bodeo Modelo 1889
El revólver Bodeo Modelo 1889 (Pistola a Rotazione Sistema Bodeo Modello 1889, en italiano), fue llamado en honor al jefe de la Comisión de Armas de Fuego italiana Carlo Bodeo, siendo patentado en diciembre de 1886. Fue producido por una amplia variedad de fabricantes entre 1889 y 1931, tanto en Italia como en España. Fue empleado por el Regio Esercito en la Primera Guerra Mundial, las guerras coloniales italianas del periodo de entreguerras y la Segunda Guerra Mundial. El Bodeo tiene dos variantes, que se diferencian por detalles superficiales.

## Historia
Fabricado por una gran variedad de empresas italianas, el Bodeo fue adoptado por el Regio Esercito en 1891. El revólver fue llamado en honor a Carlo Bodeo, el jefe de la comisión que recomendó su adopción. Fue la principal arma auxiliar del Regio Esercito hasta que fue paulatinamente reemplazado por la pistola Glisenti Modelo 1910. El revólver nunca fue declarado obsoleto y quedó como arma de reserva hasta el final de la Segunda Guerra Mundial. Entre los fabricantes italianos que produjeron el Bodeo figuran Societá Siderurgica Glisenti, Castelli de Brescia, Metallurgica Bresciana y Vincenzo Bernardelli, de Gardone Val Trompia. Durante la Primera Guerra Mundial, los fabricantes eibarreses Errasti y Arróstegui produjeron el Bodeo bajo pedido del gobierno italiano. Los italianos lo apodaron coscia d'agnello ("pierna de cordero"). Fue usado por algunas unidades italianas durante la guerra civil española. En la Segunda Guerra Mundial, la Wehrmacht lo designó Revolver 680(i) cuando fue usado como arma para tropas de segunda línea.

## Detalles de diseño

### Variantes

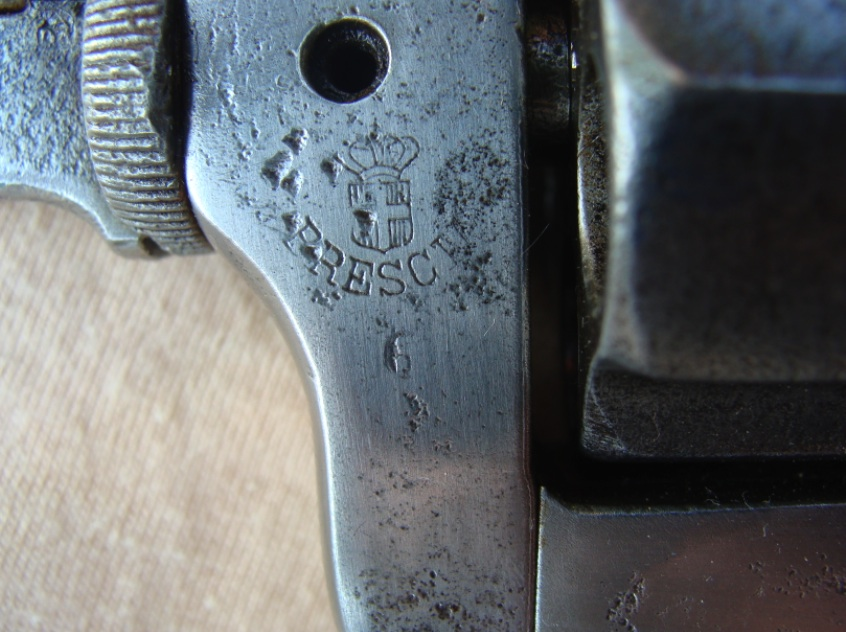
Marcaje del Arsenal Real de Brescia.

El Bodeo Modelo 1889 es un revólver de doble acción, con tambor de seis balas y armazón fijo. Fue diseñado en dos versiones diferentes. Una con cañón redondo y guardamonte, y la otra con cañón octogonal y gatillo plegable. El revólver con cañón octogonal fue producido para los soldados, mientras que el otro fue producido para suboficiales y oficiales. La versión con gatillo plegable tuvo una mayor producción.

### Mecanismo
El Bodeo era considerado sencillo y robusto. Ya que el revólver era producido por diversos fabricantes, su calidad varía mucho al tener armazones hechos con una amplia variedad de materiales que iban desde el latón hasta planchas de cobre estampadas. La portilla de recarga está conectada con el martillo y el cañón estaba atornillado en el armazón. La eyección de los casquillos se hacía mediante una baqueta que se almacenaba en el eje hueco del tambor. El retén del martillo estaba diseñado para evitar disparar hasta que el gatillo llegue al final de su recorrido.